# 六條豆腐
六條豆腐（ろくじょうどうふ）は、豆腐を天日干しにして乾燥させた保存食品。六条、鹿茸、六浄などの文字が当てられることもある。

## 概要
豆腐に塩をまぶして干したもので、飴色半透明の塊である。そのままでは硬くて歯が立たないので、ナタやカンナ等で薄く削って使用する。
塩気の強い燻製のような食味で、湯葉のような上品な味わいと歯応えのある食感がある。珍味や酒の肴としてそのまま食する他、お湯で戻して吸い物や煮物、和え物などの具としても用いられる。
仏僧や修験者に鰹節の代用として用いられたことから、精進節の別名がある。
京都の六條に由来するとされるが、現在製造販売しているのは山形県西村山郡西川町大字岩根沢の六浄本舗一社のみで、同社の商品名である六浄豆腐という表記のほうが知名度が高い。岩根沢は古来からの山岳信仰の出羽三山（月山、湯殿山、羽黒山）の主要な登り口となっており、三山参拝登山での掛け声「六根清浄」が「六浄」という名前の由来となっている。
六條豆腐は琉球にも伝わっており、六十（るくじゅう）の名で、食材としてではなく紅型の型紙を彫る際の下敷きとして転用されている。またかつてはイタミ六十（いたみるくじゅう）と呼ばれる半発酵状態の干し豆腐が珍味として食されていたという記録も残っている。